# Башарово (Киров)
 Башарово — деревня в Кировской области. Входит в состав муниципального образования «Город Киров»

## География
Расположена на расстоянии примерно 24 км по прямой на запад-юго-запад от железнодорожного вокзала  Киров.

## История
Известна с 1671 года как починок Бахтинский с 4 дворами, в 1764 (деревня Рождества Богородицы) 123 жителя, в 1802 20 дворов. В 1873 году здесь (деревня Рождества Богородицы или Башарово, Леденцово) дворов 34 и жителей 291, в 1905 42 и 236, в 1926 (Башарово) 48 и 301, в 1950 28 и 104, в 1989 68 человек. Административно подчиняется Октябрьскому району города Киров.

## Население
| 2010 |
| ---- |
| 46   |

Постоянное население составляло 65 человек (русские 97%) в 2002 году, 46 в 2010.